# Divize C 2015/2016
V soubojích 51. ročníku České divize C 2015/16 se utkalo 16 týmů dvoukolovým systémem podzim - jaro. Tento ročník začal v srpnu 2015 a skončil v červnu 2016.

## Nové týmy v sezoně 2015/16
Z ČFL 2014/15 sestoupilo mužstvo FK Admira Praha. Z krajských přeborů postoupila vítězná mužstva ročníku 2014/15: FC Olympia Hradec Králové a  FK Jaroměř z Královéhradeckého přeboru, SK Semily z Libereckého přeboru, TJ Sokol Družba Suchdol z Středočeského přeboru. Z Divize B sem byla přeřazena mužstva FC  Nový Bor a FK Litol.

## Kluby podle přeborů
- Královéhradecký (4): FC Olympia Hradec Králové, TJ Dvůr Králové nad Labem, MFK Trutnov, FK Jaroměř.
- Pardubický (4): TJ Jiskra Ústí nad Orlicí, SK Vysoké Mýto, TJ Sokol Živanice, FK Letohrad.
- Liberecký (4): FK Turnov, TJ Sokol Jablonec nad Jizerou, SK Semily, FC  Nový Bor.
- Středočeský (3): TJ Sokol Družba Suchdol, SK Sparta Kutná Hora, FK Litol.
- Praha (1): FK Admira Praha.

## Konečná tabulka
| Poř. | Tým                           | Z  | V  | VP | PP | P  | VG | OG | B  |
| ---- | ----------------------------- | -- | -- | -- | -- | -- | -- | -- | -- |
| 1.   | FC Olympia Hradec Králové (N) | 28 | 22 | 1  | 4  | 1  | 72 | 15 | 72 |
| 2.   | TJ Sokol Živanice             | 28 | 18 | 3  | 1  | 6  | 73 | 31 | 61 |
| 3.   | FK Admira Praha (S)           | 28 | 12 | 5  | 5  | 6  | 41 | 35 | 51 |
| 4.   | SK Vysoké Mýto                | 28 | 13 | 3  | 3  | 9  | 50 | 40 | 48 |
| 5.   | FK Turnov                     | 28 | 13 | 4  | 0  | 11 | 52 | 51 | 47 |
| 6.   | TJ Dvůr Králové nad Labem     | 28 | 12 | 4  | 2  | 10 | 61 | 41 | 46 |
| 7.   | FK Letohrad                   | 28 | 14 | 0  | 1  | 13 | 54 | 47 | 43 |
| 8.   | SK Sparta Kutná Hora          | 28 | 13 | 0  | 2  | 13 | 43 | 47 | 41 |
| 9.   | TJ Sokol Jablonec nad Jizerou | 28 | 11 | 2  | 3  | 12 | 46 | 48 | 40 |
| 10.  | FC Nový Bor                   | 28 | 11 | 2  | 3  | 12 | 43 | 49 | 40 |
| 11.  | MFK Trutnov                   | 28 | 12 | 1  | 1  | 14 | 49 | 60 | 39 |
| 12.  | TJ Jiskra Ústí nad Orlicí     | 28 | 10 | 3  | 2  | 13 | 37 | 42 | 38 |
| 13.  | TJ Sokol Družba Suchdol (N)   | 28 | 10 | 2  | 4  | 12 | 37 | 34 | 38 |
| 14.  | FK Jaroměř (N)                | 28 | 2  | 3  | 2  | 21 | 24 | 77 | 14 |
| 15.  | SK Semily (N)                 | 28 | 2  | 2  | 2  | 22 | 21 | 86 | 12 |
| 16.  | FK Litol                      | 0  | 0  | 0  | 0  | 0  | 0  | 0  | 0  |

Poznámky:
- Z = Odehrané zápasy; V = Vítězství; VP = Vítězství po prodloužení; PP = Prohry po prodloužení; P = Prohry; VG = Vstřelené góly; OG = Obdržené góly; B = Body

|  | Postup do ČFL                           |
|  | Sestup do příslušného krajského přeboru |

- FK Litol po podzimní části odstoupil a jeho výsledky byly anulovány.
- TJ Sokol Jablonec nad Jizerou další sezónu do divize nepřihlásil.